# Paul Franklin Clark
Paul Franklin Clark auch in der Schreibvariante Paul F. Clark (* 9. Mai 1882 in Portland, Maine; † 23. August 1983 in Livermore, Kalifornien) war ein US-amerikanischer Bakteriologe und Hochschullehrer.

## Leben

### Familie und Ausbildung
Der aus Portland im Bundesstaat Maine stammende Paul Franklin Clark, Sohn des Jotham Franklin Clark (1844–1884) und dessen zweiter Ehefrau Martha Ella geborene Dresser (1848–1926), wandte sich nach dem Besuch der öffentlichen Schulen in seiner Heimatstadt dem Studium der Biologie an der Brown University zu, dort erwarb er 1904 den akademischen Grad eines Bachelor of Philosophy (B.Ph.), im Folgejahr jenen eines Master of Arts, 1909 promovierte er zum Ph. D. Zusätzliche Studiengänge absolvierte Paul Franklin Clark in den Jahren 1913 und 1914 an der Johns Hopkins School of Medicine, sowie 1923 am Institut Pasteur in Brüssel in Belgien und am Molteno Institute for Research in Parasitology der University of Cambridge in England.
Paul Franklin Clark, Angehöriger der Congregational Church, heiratete am 28. September 1911 Alice Edith geborene Schiedt (1881–1980). Dieser Ehe entstammten die Kinder Eunice Waters Clark (1912–2002), Edith McDonnell Clark (1912–1914), Rebecca Frances Clark (1915–1998) und Arnold Franklin Clark (1916–). Paul Franklin Clark verstarb im August 1983 im hohen Alter von 101 Jahren im Hacienda Care Center in Livermore im Bundesstaat Kalifornien. Seine Asche wurde auf dem Pine Hill Cemetery in Wells im Bundesstaat Maine beigesetzt.

### Beruflicher Werdegang
Paul Franklin Clark erhielt 1904 seine erste Anstellung als Assistant in Biology and Bacteriology an der Brown University, parallel dazu bekleidete er in den Jahren 1905 bis 1907 den Posten eines Assistant Bacteriologist am State Board of Health in Providence im Bundesstaat Rhode Island. 1909 wechselte er als Fellow an das Rockefeller Institute for Medical Research nach New York City, dort erfolgte in weiterer Folge seine Ernennung zum Assistant und schließlich zum Associate. 1914 folgte Paul Franklin Clark einem Ruf der University of Wisconsin School of Medicine and Public Health auf eine Associate Professur of Bacteriology, 1918 wurde er zum Full Professor befördert, 1952 wurde er emeritiert. Darüber hinaus diente Clark zu Ende des Ersten Weltkrieges als Consulting Bacteriologist beim Chemical Warfare Service der United States Army.
Paul Franklin Clark, einer der führenden Bakteriologen der USA seiner Zeit, hielt Mitgliedschaften in der Society of American Bacteriologists, der er 1938 als Präsident vorstand, in der Society for Experimental Biology and Medicine, der American Society for Experimental Pathology, der American Association of Immunologists, der Alpha Tau Omega, der Sigma Xi, der Phi Beta Pi sowie im UW-Madison University Club inne.

## Publikationen
- zusammen mit Simon Flexner, Francis Richard Fraser: Epidemic Poliomyelitis: Fourteenth Note : Passive Human Carriage of the Virus of Poliomyelities, United States, 1913
- Intraspinous infection in experimental poliomyelitis, Lancaster, Pa., 1914
- zusammen mit Jean Epstein: Pasteur : le film du centenaire, 1822-1895, L' édition francaise cinématographique, Paris, 1923
- Alice in Virusland, Society of American bacteriologists, University of Wisconsin, Madison, 1938
- zusammen mit Alice Edith Clark (Schiedt): Memorable days in medicine, a calendar of biology and medicine, The University of Wisconsin press, Madison, 1942
- Pioneer microbiologists of America, University of Wisconsin Press, Madison, 1961
- The University of Wisconsin Medical School : a chronicle, 1848-1948, Published for the Wisconsin Medical Alumni Association by Wisconsin U.P, 1967